# Lista chorążych reprezentacji Hiszpanii na igrzyskach olimpijskich

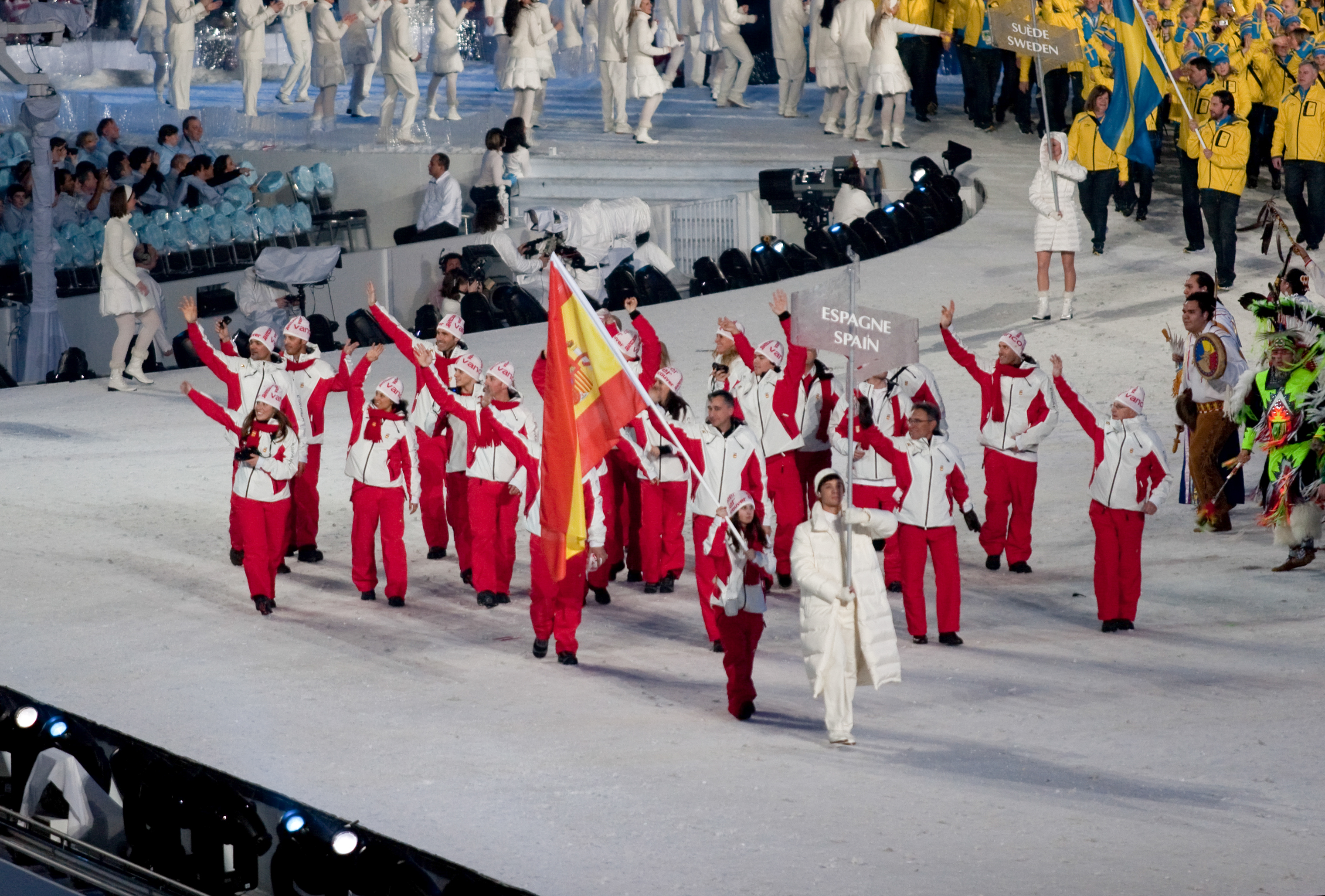
Reprezentacja Hiszpanii podczas ceremonii otwarcia Zimowych Igrzysk Olimpijskich w Vancouver (chorąży Queralt Castellet)

Lista chorążych reprezentacji Hiszpanii na igrzyskach olimpijskich – lista zawodników i zawodniczek reprezentacji Hiszpanii, którzy podczas ceremonii otwarcia nowożytnych igrzysk olimpijskich nieśli flagę Hiszpanii.

## Chronologiczna lista chorążych
| Lp. | Rok i miejsce                | Chorąży                                   | Dyscyplina            |
| --- | ---------------------------- | ----------------------------------------- | --------------------- |
| 1   | 1900, Paryż                  | b.d                                       | b.d                   |
| 2   | 1920, Antwerpia              | José García Lorenzana                     | Lekkoatletyka         |
| 3   | 1924, Paryż                  | Félix Mendizábal                          | Lekkoatletyka         |
| 4   | 1928, Amsterdam              | Diego Ordóñez                             | Lekkoatletyka         |
| 5   | 1932, Los Angeles            | Julio Castro                              | Strzelectwo           |
| 6   | 1936, Garmisch-Partenkirchen | Jesús Suárez                              | Biegi narciarskie     |
| 7   | 1948, Sankt Moritz           | José Arias                                | Narciarstwo alpejskie |
| 8   | 1948, Londyn                 | Fabián Vicente                            | Boks                  |
| 9   | 1952, Oslo                   | Luis Arias                                | Narciarstwo alpejskie |
| 10  | 1952, Helsinki               | Luis Omedes                               | Wioślarstwo           |
| 11  | 1956, Melbourne (Sztokholm)  | Francisco, Count de Gómez Jordana y Prats | -                     |
| 12  | 1956, Cortina d’Ampezzo      | Luis Arias                                | Narciarstwo alpejskie |
| 13  | 1960, Squaw Valley           | Luis Sánchez                              | Narciarstwo alpejskie |
| 14  | 1960, Rzym                   | Jaime Belenguer                           | Gimnastyka            |
| 15  | 1964, Innsbruck              | Jorge Rodríguez                           | Narciarstwo alpejskie |
| 16  | 1964, Tokio                  | Eduardo Dualde                            | Hokej na trawie       |
| 17  | 1968, Grenoble               | Aurelio García                            | Narciarstwo alpejskie |
| 18  | 1968, Meksyk                 | Gonzalo, Duke Fernández                   | Żeglarstwo            |
| 19  | 1972, Sapporo                | Francisco Fernández Ochoa                 | Narciarstwo alpejskie |
| 20  | 1972, Monachium              | Francisco Fernández Ochoa                 | Narciarstwo alpejskie |
| 21  | 1976, Innsbruck              | Francisco Fernández Ochoa                 | Narciarstwo alpejskie |
| 22  | 1976, Montreal               | Enrique Rodríguez                         | Boks                  |
| 23  | 1980, Lake Placid            | Francisco Fernández Ochoa                 | Narciarstwo alpejskie |
| 24  | 1980, Moskwa                 | Herminio Menéndez                         | Kajakarstwo           |
| 25  | 1984, Sarajewo               | Blanca Fernández Ochoa                    | Narciarstwo alpejskie |
| 26  | 1984, Los Angeles            | Alejandro Abascal                         | Żeglarstwo            |
| 27  | 1988, Calgary                | Ainhoa Ibarra                             | Narciarstwo alpejskie |
| 28  | 1988, Seul                   | Krystyna (infantka hiszpańska)            | Żeglarstwo            |
| 29  | 1992, Albertville            | Blanca Fernández Ochoa                    | Narciarstwo alpejskie |
| 30  | 1992, Barcelona              | Felipe, Książę Asturii                    | Żeglarstwo            |
| 31  | 1994, Lillehammer            | Ainhoa Ibarra                             | Narciarstwo alpejskie |
| 32  | 1996, Atlanta                | Luis Doreste Blanco                       | Żeglarstwo            |
| 33  | 1998, Nagano                 | Juan Jesús Gutiérrez                      | Biegi narciarskie     |
| 34  | 2000, Sydney                 | Manuel Estiarte                           | Piłka wodna           |
| 35  | 2002, Salt Lake City         | Íker Fernández                            | Snowboarding          |
| 36  | 2004, Ateny                  | Isabel Fernández                          | Judo                  |
| 37  | 2006, Turyn                  | María José Rienda                         | Narciarstwo alpejskie |
| 38  | 2008, Pekin                  | David Cal                                 | Kajakarstwo           |
| 39  | 2010, Vancouver              | Queralt Castellet                         | Snowboarding          |
| 40  | 2012, Londyn                 | Pau Gasol                                 | Koszykówka            |
| 41  | 2014, Soczi                  | Javier Fernández López                    | Łyżwiarstwo figurowe  |
| 42  | 2016, Rio de Janeiro         | Rafael Nadal                              | Tenis                 |
| 43  | 2018, Pjongczang             | Lucas Eguibar                             | Snowboarding          |
| 44  | 2020, Tokio                  | Mireia Belmonte                           | Pływanie              |
| 44  | 2020, Tokio                  | Saúl Craviotto                            | Kajakarstwo           |
| 45  | 2022, Pekin                  | Queralt Castellet                         | Snowboarding          |
| 45  | 2022, Pekin                  | Ander Mirambell                           | Skeleton              |